# Octave Triquéra
Pas d'image ? Cliquez ici

a Compétitions nationales et continentales officielles uniquement.

Octave Triquéra, né le 5 novembre 1911 à Cabestany et mort le 16 décembre 1982 à Perpignan, est un joueur de rugby à XV et de rugby à XIII évoluant au poste de deuxième ligne dans les années 1930.
Sa carrière sportive est composée de deux phases. La première se déroule aux clubs de rugby à XV du Stade français et de l'USA Perpignan avec lesquels il dispute le Championnat de France de rugby à XV. Il change de code de rugby pour du rugby à XIII en 1934 et rejoint le XIII Catalan de Perpignan remportant le Championnat de France en 1936 aux côtés de François Noguères, André Bruzy, Augustin Saltraille et Émile Bosc.

## Biographie
Il naît le 5 novembre 1911 à Cabestany. Son père, Joseph Triquéra, est épicier et sa mère se prénomme Louise Avril et est repasseuse. Il s'est marié en la mairie de Perpignan le 2 juin 1938 à Suzanne Bazi.

## Palmarès

### Rugby à XIII
- Collectif :
  - Vainqueur du Championnat de France : 1936 (XIII Catalan).
  - Finaliste du Championnat de France : 1937 (XIII Catalan).
  - Finaliste de la Coupe de France : 1935  et 1937 (XIII Catalan).

#### Statistiques
| Saison    | Saison       | Championnat           | Championnat | Championnat | Championnat | Championnat | Championnat | Championnat | Coupe           | Coupe      | Coupe | Coupe | Coupe | Coupe | Coupe |
| Saison    | Saison       | Comp.                 | Class.      | M           | Pts         | Ess.        | Buts        | Dp.         | Comp.           | Class.     | M     | Pts   | Ess.  | Buts  | Dp.   |
| --------- | ------------ | --------------------- | ----------- | ----------- | ----------- | ----------- | ----------- | ----------- | --------------- | ---------- | ----- | ----- | ----- | ----- | ----- |
| 1934-1935 | XIII Catalan | Championnat de France | 6e          | ?           | -           | -           | -           | -           | Coupe de France | Finaliste  | ?     | -     | -     | -     | -     |
| 1935-1936 | XIII Catalan | Championnat de France | Vainqueur   | ?           | -           | -           | -           | -           | Coupe de France | 1/4 finale | ?     | -     | -     | -     | -     |
| 1936-1937 | XIII Catalan | Championnat de France | Finaliste   | ?           | -           | -           | -           | -           | Coupe de France | Finaliste  | ?     | -     | -     | -     | -     |
| 1937-1938 | XIII Catalan | Championnat de France | 1/4 finale  | ?           | -           | -           | -           | -           | Coupe de France | 1/2 finale | ?     | -     | -     | -     | -     |